# 오승신
오승신(吳承信. 1972년 3월 14일~)은 대한민국의 필드하키 선수로 포지션은 스위퍼이다. 대한민국 여자 대표팀 일원으로 1996년 하계 올림픽에서 은메달을 획득했다.

## 학력
- 한국체육대학교 졸업
- 혜성여자고등학교 졸업
- 종암여자중학교 졸업

## 경력
- 1994년 아시안 게임 여자 하키 국가대표
- 1996년 하계 올림픽 여자 하키 국가대표
- 1998년 아시안 게임 여자 하키 국가대표
- 2000년 하계 올림픽 여자 하키 국가대표

## 수상
- 1994년 아시안 게임 여자 하키 금메달
- 1996년 하계 올림픽 여자 하키 은메달
- 1998년 아시안 게임 여자 하키 금메달